# Bret Maverick
Bret Maverick ist eine US-amerikanische Westernserie. Zwischen 1981 und 1982 wurde eine Staffel mit insgesamt 18 Episoden produziert. Die Serie ist eine Fortsetzung der Fernsehserie Maverick (1957–1962) und des Fernsehfilms Die Rückkehr der Mavericks (1978). In der Titelrolle ist erneut James Garner zu sehen.

## Handlung
Bret Maverick ist ein Spieler, der in der kleinen Stadt Sweetwater in Arizona bei einem Pokerfestival neben einer größeren Summe Bargeld noch die Teilhaberschaft an dem Saloon Red Ox gewinnt. Von dem Geldgewinn erwirbt Maverick eine Ranch und freundet sich langsam mit den Bewohnern an. Als Geschäftspartner arbeitet Maverick eng mit seinem Freund Tom, dem ehemaligen Sheriff der Stadt zusammen.

## Hintergrund
Countrysänger Ed Bruce, Darsteller von Mavericks Partner Tom ist ebenfalls der Sänger und Komponist des Titelsongs Maverick Didn’t Come Here to Lose.
In Folge 18 ist Jack Kelly noch einmal in seiner Rolle als Cousin Bart Maverick zu sehen. Jack Garner, der den Barkeeper Jack Porter spielt, ist der ältere Bruder von James.
In der Serie gab es zahlreiche Gastauftritte bekannter Schauspieler wie Dixie Carter, Ed Nelson, Hector Elizondo, Monte Markham, Glenn Withrow und William Hootkins.
James Garner sollte Bret Maverick, dessen Rolle er seit 1957 verkörperte hier zum letzten Mal darstellen. In dem Kinofilm Maverick – Den Colt am Gürtel, ein As im Ärmel aus dem Jahre 1994 übernahm Garner die Rolle des Marshalls der sich im Verlauf des Films als Brets Vater herausstellt. Bret Maverick wurde von Mel Gibson dargestellt.

## Auszeichnungen
Golden Globe Awards 1982
Nominierungen
- Best Performance by an Actor in a Television Series – Comedy or Musical (James Garner)

Primetime-Emmy-Verleihung 1982
Nominierungen
- Outstanding Art Direction for a Series (Scott Ritenour, Robert L. Zilliox) für die Episode: The Yellow Rose
- Outstanding Lead Actor in a Drama Series (James Garner)

## DVD-Veröffentlichung
Eine deutschsprachige Veröffentlichung erfolgte 2020 auf zwei DVD-Boxen durch Pidax.

## Episodenliste
| Nr. | Deutscher Titel               | Originaltitel                                              | Erstausstrahlung USA | Deutschsprachige Erstausstrahlung (D) | Regie             | Drehbuch                            |
| --- | ----------------------------- | ---------------------------------------------------------- | -------------------- | ------------------------------------- | ----------------- | ----------------------------------- |
| 1   | Der gewonnene Saloon          | Lazy Ace, Part 1                                           | 1. Dez. 1981         | 1. Feb. 1984                          | Stuart Margolin   | Gordon T. Dawson                    |
| 2   | Der neue Partner              | Lazy Ace, Part 2                                           | 1. Dez. 1981         | 8. Feb. 1984                          | Stuart Margolin   | Gordon T. Dawson                    |
| 3   | Willkommen in Sweetwater      | Welcome to Sweetwater                                      | 8. Dez. 1981         | 15. Feb. 1984                         | Rod Holcomb       | Gordon T. Dawson                    |
| 4   | Alles für einen Freund        | Anything for a Friend                                      | 15. Dez. 1981        | 22. Feb. 1984                         | Ivan Dixon        | Lee David Zlotoff                   |
| 5   | Die gelbe Rose                | The Yellow Rose                                            | 22. Dez. 1981        | 29. Feb. 1984                         | William Wiard     | Lee David Zlotoff                   |
| 6   | Ein Pferd vom Präsidenten     | Horse of Yet Another Color                                 | 5. Jan. 1982         | 7. März 1984                          | Ivan Dixon        | Lee David Zlotoff                   |
| 7   | Unruhige Zeiten               | Dateline: Sweetwater                                       | 5. Jan. 1982         | 14. März 1984                         | William Wiard     | Lee David Zlotoff                   |
| 8   | Samanthas Wildwest-Erlebnisse | The Mayflower Women’s Historical Society                   | 2. Feb. 1982         | 21. März 1984                         | Ivan Dixon        | Lee David Zlotoff                   |
| 9   | Die Wein-Auktion              | Hallie                                                     | 9. Feb. 1982         | 28. März 1984                         | John Patterson    | Marion Hargrove                     |
| 10  | Das Lied von Bret Maverick    | Ballad of Bret Maverick                                    | 16. Feb. 1982        | 4. Apr. 1984                          | Jeff Bleckner     | Gordon T. Dawson                    |
| 11  | Gericht ohne Gesetz           | A Night at the Red Ox                                      | 23. Feb. 1982        | 11. Apr. 1984                         | William Wiard     | Lee David Zlotoff                   |
| 12  | Mord und Literatur            | The Not So Magnificent Six                                 | 2. März 1982         | 18. Apr. 1984                         | Leo Penn          | Geoffrey Fischer                    |
| 13  | Jagd auf Leben und Tod        | The Vulture Also Rises                                     | 16. März 1982        | 25. Apr. 1984                         | Michael O’Herlihy | Rogers Turrentine, Gordon T. Dawson |
| 14  | Die acht Schwerter des Darius | The Eight Swords of Darius and Other Illusions of Grandeur | 23. März 1982        | 2. Mai 1984                           | John Patterson    | Gordon T. Dawson                    |
| 15  | Die Erleuchteten, Teil 1      | Face, Hope and Clarity, Part 1                             | 13. Apr. 1982        | 9. Mai 1984                           | Leo Penn          | Lee David Zlotoff                   |
| 16  | Die Erleuchteten, Teil 2      | Face, Hope and Clarity, Part 2                             | 20. Apr. 1982        | 16. Mai 1984                          | Leo Penn          | Lee David Zlotoff                   |
| 17  | Der Banküberfall              | The Rattlesnake Brigade                                    | 27. Apr. 1982        | 23. Mai 1984                          | Fernando Lamas    | Barton Dean, Geoffrey Fischer       |
| 18  | Die Hidalgo-Geschichte        | The Hidalgo Thing                                          | 4. Mai 1982          | 30. Mai 1984                          | Thomas Carter     | Gordon T. Dawson                    |

## Synchronisation
Die deutschsprachige Synchronisation entstand nach den Dialogbüchern und der Dialogregie von Ivar Combrinck bei der Arena Synchron in Berlin.
| Rolle             | Darsteller       | Synchronsprecher        |
| ----------------- | ---------------- | ----------------------- |
| Bret Maverick     | James Garner     | Claus Biederstaedt      |
| Everest Sinclair  | Robert Webber    | Klaus Miedel            |
| Elijah Crow       | Ramon Bieri      | Friedrich W. Bauschulte |
| Tom Guthrie       | Ed Bruce         | Hans-Werner Bussinger   |
| Cyrus Whittaker   | Richard Hamilton | Gerd Duwner             |
| Jack              | Jack Garner      | Gerd Holtenau           |
| Mary Lou Springer | Darleen Carr     | Almut Eggert            |
| Philo Sandeen     | Stuart Margolin  | Andreas Mannkopff       |
| Rodney Catlow     | David Knell      | Stefan Krause           |
| Sheriff Dowd      | John Shearin     | Uwe Paulsen             |